# San Diego Film Critics Society Awards 2007
I premi del 12° San Diego Film Critics Society Awards sono stati annunciati il 18 dicembre 2007.

## Premi e nomination

### Miglior attore
Daniel Day-Lewis – Il petroliere
- Viggo Mortensen – La promessa dell'assassino
- Russell Crowe – Quel treno per Yuma

### Miglior attrice
Julie Christie – Away from Her - Lontano da lei
- Ellen Page – Juno

### Miglior film di animazione
- Ratatouille di Brad Bird e Jan Pinkava
  - Bee Movie di Simon J. Smith e Steve Hickner
  - Persepolis di Marjane Satrapi e Vincent Paronnaud
  - I Simpson - Il film (The Simpsons Movie) di David Silverman
  - Surf's Up - I re delle onde (Surf's Up) di Ash Brannon e Chris Buck

### Miglior fotografia
Roger Deakins - Non è un paese per vecchi (No Country for Old Men)
- Robert Elswit - Il petroliere (There Will Be Blood)

### Miglior regista
Paul Thomas Anderson – Il petroliere
- Joel ed Ethan Coen – Non è un paese per vecchi

### Miglior documentario
Deep Water - La folle regata ex aequo Crazy Love

### Miglior montaggio
Espiazione – Paul Tothill

### Miglior cast
Non è un paese per vecchi

### Miglior film
Non è un paese per vecchi
- Il petroliere

### Miglior film in lingua straniera
Lo scafandro e la farfalla (Le scaphandre et le papillon), regia di Julian Schnabel • Francia / USA
- The Orphanage (El Orfanato), regia di Juan Antonio Bayona • Messico / Spagna

### Migliore scenografia
Sweeney Todd - Il diabolico barbiere di Fleet Street – Dante Ferretti

### Migliore colonna sonora
Il petroliere – Jonny Greenwood

### Migliore sceneggiatura originale
Juno – Diablo Cody
- Black Book – Gerard Soeteman e Paul Verhoeven

### Migliore adattamento della sceneggiatura
Il petroliere – Paul Thomas Anderson

### Miglior attore non protagonista
Tommy Lee Jones – Non è un paese per vecchi
- Tom Wilkinson – Michael Clayton

### Migliore attrice non protagonista
Amy Ryan – Gone Baby Gone
- Cate Blanchett – Io non sono qui

### Premio speciale
Christian Bale (come attore dell'anno per i film Quel treno per Yuma, Io non sono qui e L'alba della libertà)